# Drabastrum
Drabastrum é um género botânico pertencente à família Brassicaceae.